# Antipater Ier (roi de Macédoine)
Pour les articles homonymes, voir Antipater.
Antipater Ier (en grec ancien : Ἀντίπατρος / Antípatros), mort en 288 av. J.-C., est un roi de Macédoine de la dynastie des Antipatrides qui règne entre 297 et 294.
Il est, par erreur, parfois numéroté « II » pour le différencier de son grand-père Antipater, qui n'a cependant jamais porté le titre de roi. Le titre d'Antipater II doit être réservé à son cousin Antipater II Étésias qui règne brièvement en 279.

## Biographie
Il est le fils de Cassandre et le petit-fils du général Antipater à qui Alexandre le Grand a confié la régence de son royaume lors de son expédition à travers l'Asie. Il est marié avec Eurydice fille de Lysimaque. Avec son frère ils sont les derniers rois de Macédoine à descendre de  Perdiccas Ier en ligne directe.
Après la mort de Cassandre en 297 av. J.-C., puis celle de son frère  aîné  Philippe IV la même année, il accède au trône conjointement avec son frère cadet Alexandre V, sous la régence de leur mère Thessaloniké. Mais, désireux de régner seul, il destitue son frère en 294 av. J.-C. ; Alexandre V appelle alors à son secours Démétrios Ier Poliorcète. Or Démétrios a lui-même des ambitions pour le trône de Macédoine ; il renverse alors Antipater et très vite fait tuer Alexandre V.
Antipater est finalement assassiné par son beau-père Lysimaque après la victoire de ce dernier sur Démétrios en 288.